# 런치의 여왕
《런치의 여왕》(일본어: ランチの女王 런치노 조오[*])은 2002년 7월 1일부터 같은 해 9월 16일까지 후지 TV에서 방송된 게츠쿠 드라마이다. 12부작이다. 다케우치 유코의 게츠쿠 첫 주연작으로, 평균 시청률 18.9%을 기록하였다.

## 개요
양식점 〈키친 마카로니 'キッチンマカロニ'〉를 무대로, 양식점을 터로 성실하게 생활하는 나베시마 4형제와 그들에게 갑작스레 들이 닥친 무기타 나츠미, 그리고 주변 사람들을 둘러싼 사랑과 웃음 등의 따스한 모습을 그린 홈드라마. 다케우치 유코의 게츠쿠 주연을 물론, 단독 주연 역시 처음이다. 이 드라마의 종영 이후, 시상식에서의 수상은 물론, 에구치 요스케를 비롯, 츠마부키 사토시, 야마시타 토모히사, 이토 미사키, 야마다 타카유키, 에이타 등 전원이 이후 작품에서 주연급의 인기 배우로서 성장·활약하고 있다.

## 줄거리
카페에서 일하는 무기타 나츠미(다케우치 유코)에게 하루 중 가장 즐거운 것은 점심시간에 맛보는 오므라이스. 그러던 어느 날, 나츠미의 ‘소중한 시간’을 방해하는 남자가 나타난다. 그 남자는 나베시마 켄이치로(츠츠미 신이치). 켄이치로는 강제로 나츠미를 가게에서 끌고 나온다. 그러더니 화가 난 나츠미에게 켄이치로는. 아버님이 쓰러졌다는 것을 이유로 가족들에게 소개할 테니까 같이 가줬으면 좋겠다는, 황당한 부탁을 해온다. 그것도 집에는 2년 전에 싸우고 나와 약혼자라도 데려가지 않으면 돌아갈 수 없다는 것이었다. 처음에는 말도 안 된다며 거절하던 그녀지만, 맛있는 오므라이스를 대접한다는 그의 제안에 귀가 솔깃하는 나츠미.
나베시마 집안은 아버지 켄조를 가장으로 켄이치로(츠츠미 신이치), 유지로(에구치 요스케), 준자부로(츠마부키 사토시), 코시로(야마시타 토모히사). 이렇게 4형제. 〈키친 마카로니〉는 켄이치로를 제외하고는 가족과 요리사 견습생인 우시지마 미노루(야마다 타카유키), 베테랑 요리사 카와바타 마모루가 경영하고 있었다. 장남 켄이치로의 거짓말로부터 시작해 어떨결에 같은 집에서 살아가게 된다. 처음은 타인으로서 거리를 두는 나베시마가(家)와 나츠미였지만, 점차 함께 맛을 지키며 노력해가고, 나츠미의 뜻밖의 과거를 알게 되지만 그 다음부터 가족으로서의 정이 더욱 깊어져 간다. 그러던 중 옛 남자친구인 야자키 슈지(모리타 고)가 나타나는데...

## 등장 인물
- 무기타 나츠미 - 다케우치 유코

주인공. 카페에서 일하고 있었지만, 손님 켄이치로가 난데없이 약혼자 인척해 달라는 부탁에 〈키친 마카로니〉를 방문한다. 명랑 쾌활한 성격. 무엇보다 런치를 먹는 것이 매일 열심히 일하면서 살아가는 삶의 보람이라고 생각해, 맛있는 가게를 메모장에 붙여놓고 메모하고 다닐 정도로 런치를 사랑한다. 어릴 적에는 생활고 때문에 아버지가 자신을 버린 과거가 있다. 오므라이스에 관한 추억은 아버지와 함께 양식점에서 먹었을 때, 야자키 슈지에게 배신 당한 뒤 떠돌이 생활을 할 때 어느 마을에서 양식점에서 먹은 따뜻한 추억이 있다. 〈키친 마카로니〉가 마음에 들었는지, 유지로와의 승부에 진 켄이치로가 가게의 돈을 다 가져 도망친 뒤, 약혼자 켄이치로를 기다리겠다는 말로 못 박아 놓고 나베시마 가족 집에 눌러 살며 〈키친 마카로니〉에서 일하게 된다.

### 나베시마 가족
- 나베시마 켄이치로 - 츠츠미 신이치

나베시마 장남. 런치로 유혹하여 나츠미를 〈키친 마카로니〉에 데려온 장본인. 실상 나츠미와는 나츠미가 일하는 카페의 단골손님으로 나츠미와 얼굴만 아는 사이다. 대학졸업 후, 회사를 경영하지만, 성공과 실패를 거듭한다. 2년 전, 가게의 개조자금은 5천 만원을 갖고 집을 나간 채 행방불명. 가출해서 새로운 사업에 손을 대지만, 실패. 직업도 없이 친구들 집을 전전긍긍하지만, 어떻게든 집에 들어갈 건수를 만들려고 하고 있다. 분위기에 쉽게 젖으며 허영심 강한 남자로 말만 번드러지게 잘하며 방랑벽까지 있다. 여성문제는 꽤 화려한 편이지만, 오랫동안 관계를 유지하지 못한다. 〈키친 마카로니〉의 경영에는 일절 관여하지 않는다. 심약하고, 경박한 사람의 성격. 약혼자를 데려 왔다고 모두에게 거짓말해, 나츠미만 남겨 둔 채로 가게의 매상금을 가지고 도망한다.
- 나베시마 유지로 - 에구치 요스케

나베시마가 차남. 장남인 켄이치로 대신 가게를 이어가고 있다. 매상이나 돈관리는 모두 유지로가 하고 있다. 나츠미를 처음 봤을 때 켄이치로의 약혼자라고 하는 말이 의심쩍어 싫어한 적도 있었지만, 점차 시간이 흐르면서 좋아하는 감정을 갖기 시작한다. 11화에서는 나츠미에게 프로포즈하지만, 켄이치로가 돌아와 물거품이 돼버린다. 무뚝뚝한 성격에 폭력적이지만, 사실 속 마음은 섬세하고 가장 의지가 되는 존재.
- 나베시마 준자부로 - 츠마부키 사토시

나베시마가 삼남. 순진하고 성실한 성격. 〈키친 마카로니〉에 나츠미가 온 것을 환영한다. 잘생긴 외모로 여성 손님에게 가장 인기가 있다. 4화에서 아버지가 만든 〈키친 마카로니〉의 전통인 드미글라스의 맛을 지키는 것을 결심한다. 그다지 사교적이지 않고 연애에 둔감하다. 나츠미를 호의적으로 대하긴 하지만, 여러 가지 주위 상황에 휘둘린다. 하지만 그것을 결코 고통이라 생각지 않고 오히려 기쁘게 생각한다. 형 유지로와 동생 코시로에게 치이며 형제들 사이에서는 의외로 약한 입장에 있다.
- 나베시마 코시로 - 야마시타 토모히사

나베시마가 사남. 여자를 좋아하고 자주 〈키친 마카로니〉에 여자 친구를 데려 온다. 하고 싶은 것이 없고 찾으려고 해도 없어서 학교에 가면서도 자주 놀았지만, 아버지의 죽음을 계기로 가게를 돕게 된다. 최종회에서 돌아온 켄이치로에게 “요리사가 되겠어 コックさんになる” 라고 선언했다.
- 나베시마 켄조 - 와카바야시 고

나베시마 형제의 아버지.〈키친 마카로니〉의 기둥격이다. 매일 매일 전통 드미글라스를 만들고 있다. 이후 준자부로에게 소스를 맡긴다. 6화로 죽는다. 가업이나 가족을 더할 나위 없이 사랑하고 있다. 아들들의 장래에는 간섭하지 않는 주의이지만 무관심은 아니다.

### 가게 주변 인물
- 시오미 토마토 - 이토 미사키

야채가게 〈시오미〉집의 딸. 어릴 적부터 준자부로를 좋아해서 나츠미가 그와 가까워지는걸 질투하고 있다. 최종회에서는 미노루과 교제하게 된다.
- 우시지마 미노루 - 야마다 타카유키

〈키친 마카로니〉의 같이 살아가는 견습생. 성실한 성격으로, 평소에는 프라이팬 회전 연습을 빠뜨리지 않고 한다. 나츠미와 같은 고등학교의 출신으로, 유일하게 나츠미의 과거의 일을 알고 있다. 토마토를 좋아하게 최종회에 결국 교제하기 시작한다.
- 카와바타 마모루 - 타쿠보 잇세이

〈키친 마카로니〉에 고용된 요리사. 베테랑 요리사로 켄조의 오른팔과 같은 존재.

### 그 외 인물
- 사카이 스바루 - 에이타

준자부로의 친구. 대학 3학년생. 유복한 가정에서 자랐으며 준자부로와는 대조적으로 자유롭고 화려한 생활을 한다.
- 야자키 슈지 - 모리타 고

나츠미의 옛 남자친구. 마약 판매원을 반 죽여 놓고 경찰에 쫓기고 있다. 성격 급한 폭력적인 성격으로 싸움을 잘하고, 나츠미의 유년시절을 알고 있는 유일한 사람이다. 최종회에서 비프 커틀릿을 먹기 위해 〈키친 마카로니〉에 방문하지만, 매복하고 있던 경찰에 의해서 체포된다. 그때 나츠미, 유지로, 준자부로가 “몇 년이라도 기다리고 있을 테니까, 먹으러 와 何年でも待っているから、食べに来い”라고 말한 것에 처음으로 다른 사람에게 상냥함과 따스함을 느끼고 눈물을 흘린다.
- 츠루노 요시에 - 히라구리 아츠미

치바현 경찰서의 형사. 한 번 범죄를 저지른 사람은 두 번 다시 바뀌지 않는다고 생각한다.
- 카메다 호주 - 오하라 마사토

치바현 경찰서의 형사.
- 이이다 노리코 - 모리타 아츠코

긴자의 OL. 준자부로에게 관심을 가진다.
- 쿠리야마 미키 - 스도 히로코

나츠미의 친구.
- 유미 - 스즈키 에미

코시로의 여자 친구.
- 나나에 - 이시이 사토미

코시로의 여자 친구.
- 아야 - 타카기 마이코

코시로의 친구. 미노루에 관심이 있어, 고백하지만 거절 당했다.
- 시즈카 - 야마구치 카오리, 토모코 - 타카시로 카요, 에리 - 시노자키 하루코

〈키친 마카로니〉의 단골객.
- 야마시로 히데미 - 우메미야 마사코코

유지로와는 친구보다는 가깝고 연인은 아닌 미묘의 관계. 유부녀다. 남편에게 폭력을 당해 얼굴에 상처를 입고 있다. 남편의 폭력에 고민해 〈키친 마카로니〉를 방문해 울면서 크림 크로켓을 먹은 것을 계기로 유지로와 알게 된다.

### 매화 게스트 출연
- 오오스기 렌 - 커피숍 손님, 미스 니혼바시 사회자
- 사카이 토시야 - 마키타 점장
- 이시구로 켄 - 손님
- 토요하라 코스케 - 유지로의 친구
- 스도 히로코 - 미키
- 모로 모로오카 - 타니구치
- 나카마루 신쵸우 - 마지막 손님

## 제작진
- 프로듀서: 야마구치 마사토시, 켄노조노 요시마사
- 연출보조: 호바라 켄이치로
- 연출: 미즈타 나리히데, 카와무라 타이스케, 카라키 노리히로, 시라카와 타케시
- 각본: 니키 유키, 타케다 주리, 오오모리 미카
- 촬영: 호시야 켄지, 사사키 하지메, 후지에다 나오토, 코노 케이마, 오오노 카츠유키, 와다 아츠시, 모리타 오사무
- 편집: 마츠오 히로시
- 의상: 아타미 리호, 나마이 에미코
- 조명: 사사키 히로후미, 니시카와 마사후미, 키무라 노부, 네모토 스스무, 무나카타 테츠마, 나라하시 히데미츠, 코바야시 아츠히로
- 음악: 요시타마 료
- 음향효과: 카지하라 신이치로, 하라카와 유코
- 미술: 세키구치 야스유키
- 시각효과: 타무라 노리유키
- 디자인: 네모토 켄지
- 제작·방송·저작권: 후지 TV

## 관련 음반
- 주제곡

Three Dog Night (en:Three Dog Night) / Joy to the World
- 삽입곡

이노우에 요스이 / 森花処女林 모리하나쇼조린[*] (2002. 8. 21 발매)

### 오리지널 사운드 트랙
수록곡
1. Luncheon
2. Little by Little
3. Break New Ground
4. Dig in
5. Flow
6. Dream　Away
7. Pullulate
8. Precipitation
9. Impending
10. Drastic
11. Advance
12. Rocking Stone
13. Peace
14. Offering
15. 森花処女林 모리하나쇼조린[*] (instrumental)
16. Earthborn
17. JOY TO THE WORLD (instrumental)

## 방영일 및 부제·시청률
| 각 화                                     | 방송일          | 부제(원제)                                            | 부제(풀이)                                                     | 시청률 |
| ----------------------------------------- | --------------- | ----------------------------------------------------- | -------------------------------------------------------------- | ------ |
| 제1화                                     | 2002년 7월 1일  | 恋するオムライス                                      | 사랑하는 오므라이스                                            | 21.9%  |
| 제2화                                     | 2002년 7월 8일  | 登場!夏の恋の新メニュー                               | 등장!여름의 사랑의 신메뉴                                      | 18.5%  |
| 제3화                                     | 2002년 7월 15일 | 涙の…のクリーム・コロッケ                             | 눈물의 것…한 크림·크로켓                                       | 19.7%  |
| 제4화                                     | 2002년 7월 22일 | チキンライスをキチンとね                              | 치킨 라이스를 제대로                                           | 18.8%  |
| 제5화                                     | 2002년 7월 29일 | おかわり!ふっくらごはん                               | 한 그릇 더!푸짐한 밥                                           | 18.5%  |
| 제6화                                     | 2002년 8월 5일  | の最後のお子様ランチ                                  | 아버지의 마지막 아드님 런치                                    | 17.0%  |
| 제7화                                     | 2002년 8월 12일 | ハンバーグ!昔の恋人!!                                 | 햄버그 스테이크!옛 연인!!                                      | 17.0%  |
| 제8화                                     | 2002년 8월 19일 | カツ!危険で…悲しい過去                                | 커틀릿!위험하고…슬픈 과거                                      | 19.1%  |
| 제9화                                     | 2002년 8월 26일 | 危険な元彼と恋のライバル                              | 위험한 옛 남자친구와 사랑의 라이벌                             | 17.7%  |
| 제10화                                    | 2002년 9월 2일  | マジ!?突然キスと恋の加速                              | 진짜!?돌연 키스와 사랑의 가속                                  | 20.0%  |
| 제11화                                    | 2002년 9월 9일  | 兄嫁にプロポーズ                                      | 형수에게 프로포즈                                              | 17.5%  |
| 최종화                                    | 2002년 9월 16일 | 地球上にランチがある理由 長男帰る!恋のバトルの勝者は? | 지구상에 런치가 있는 이유!장남 돌아간다! 사랑의 배틀의 승자는? | 21.2%  |
| 평균 시청률: 18.9%                        |                 |                                                       |                                                                |        |
| (시청률은 간토 지방·비디오 리서치사 조사) |                 |                                                       |                                                                |        |

## 수상 정보
- 2002년 34회 더 텔레비전 드라마 아카데미상 최우수작품상 수상
- 2002년 34회 더 텔레비전 드라마 아카데미상 여우주연상 수상(다케우치 유코)
- 2002년 34회 더 텔레비전 드라마 아카데미상 남우조연상 수상(츠마부키 사토시)
- 2002년 34회 더 텔레비전 드라마 아카데미상 극중 음악상 수상
- 2002년 34회 더 텔레비전 드라마 아카데미상 캐스팅상 수상
- 2003년 닛칸스포츠 드라마 그랑프리 여우주연상 수상(다케우치 유코)

## 관련 상품
- 《런치의 여왕》 오리지널 사운드 트랙(2002년 8월 7일)
- 《런치의 여왕》 전수 양식 레시피(2002년 9월, ISBN 978-4-594-03677-5)
- 《런치의 여왕》 1~6 VHS(2002년 12월 4일)
- 《런치의 여왕》 DVD-BOX(2003년 1월 8일)